# Бига (Грузия)
Бига (груз. ბიღა) — село в Грузии, на территории Чиатурского муниципалитета края (мхаре) Имеретия.

## География
Село находится на западе центральной части Грузии, на правом берегу реки Буджа, на расстоянии приблизительно 23 километров (по прямой) к западу от города Чиатура, административного центра муниципалитета. Абсолютная высота — 531 метр над уровнем моря.

## Население
По результатам официальной переписи населения 2014 года, в Биге проживало 367 человек (190 мужчин и 177 женщин). В национальной структуре населения грузины составляли 100 %.
| Год  | Население, человек |
| ---- | ------------------ |
| 2002 | 603                |
| 2014 | ↘ 367              |